# Мичел (фудбалер)
Хосе Мигел Гонзалез Мартин дел Кампо (шп. José Miguel González Martín del Campo; 23. март 1963), познатији као Мичел, бивши је шпански фудбалер, након завршетка играчке каријере ради као фудбалски тренер.

## Биографија
Практично током целе каријере био је фудбалер Реала из Мадрида, коме се придружио кад је имао 13 година. Само последњу сезону у играчкој каријери - 1996/97 - провео је у мексичком клубу Атлетико Селаји, где је, између осталих, играо и Емилио Бутрагењо. За Реал Мадрид је одиграо 404 утакмице и постигао 97 голова. Један од покретача Реаловог успеха 1980-их и раних 1990-их. За репрезентацију Шпаније одиграо 66 утакмица и постигао 21 гол. Учествовао је на два Светска првенства, 1986. у Мексику и 1990. у Италији. У Мексику је са саиграчима стигао до четвртфинала.
После завршетка фудбалске каријере коментарисао је утакмице на шпанској телевизији, а 2005. постао је тренер мадридског Рајо Ваљекана. У тренерској каријери је водио неколико познатих клубова: Севиља, Олимпијакос и Олимпик из Марсеља.

## Успеси

### Играч
Реал Мадрид
- Примера : 1985/86, 1986/87, 1987/88, 1988/89, 1989/90, 1994/95.
- Куп краља : 1988/89, 1992/93.
- Суперкуп Шпаније : 1988, 1989, 1990, 1993.
- Куп УЕФА : 1984/85, 1985/86.

### Тренер
Олимпијакос
- Суперлига Грчке: 2012/13, 2013/14.
- Куп Грчке: 2012/13.

### Индивидуални
- Шпански играч године у Ла Лиги: 1986.
- Најбољи стрелац Купа европских шампиона: 1987/88.
- Бронзана копачка Светског првенства: 1990.
- Златна лопта: 1987. (4. место)